# Kvraagetaan
Kvraagetaan was de debuutsingle van de Vlaamse groep Fixkes uit 2006. Het werd hun doorbraaknummer en was drie maanden (16 weken) aan een stuk een nummer 1-hit in Vlaanderen. Het is ook de naam van een verzoekprogramma op Studio Brussel. Het tweede nummer op de single was een Reggae remix van het nummer. Het nummer verscheen op het titelloze debuutalbum Fixkes.

## In de hitparade
Fixkes bracht "Kvraagetaan" in maart 2007 uit. Het nostalgische lied raakte meteen een gevoelige snaar bij luisteraars en kwam op alle Vlaamse radiozenders op nummer één te staan. In de Ultratop 50 stond het van 3 maart tot 9 juni bovenaan in de hitlijsten. Op 23 juni zakte het even naar twee, maar stond een week later alweer voor de laatste maal op nummer 1. In de Ultratop van de VRT brak het zelfs een record en werd de nummer 1-hit die het meeste aantal weken op die positie bleef staan! Dat record hield stand tot 17 januari 2020 (13 jaar). Het werd van de troon gestoten door tones and I met dance Monkey. 
Tijdens de verkiezing van Zo is er maar één, waar men op zoek ging naar het mooiste Nederlandstalige lied, belandde "Kvraagetaan" in de eerste halve finale, maar werd toen weggestemd. 
Sinds 2007 is er op Studio Brussel ook een verzoekprogramma dat "Kvraagetaan" heet.

## Thema
"Kvraagetaan" is een nostalgisch lied. Het blikt terug op de kinderjaren en somt dingen op die vooral nostalgisch zijn voor mensen die tijdens de jaren tachtig zijn opgegroeid, alsook meer algemeen jeugdsentiment. Het ganse lied is in het streekdialect van Stabroek gezongen, waar alle leden van Fixkes vandaan komen. De titel is afgeleid van de zin "ik vraag het aan" wanneer je je als kind je met iemand wil verloven. 

## Verwijzingen
Onder de algemene jeugdherinneringen worden onder meer het zorgeloze bestaan aangehaald, alle verboden dingen die men deed, berispt worden door je ouders (honderd hebben), de school die genegeerd werd, gaan "shotten" (voetballen), ravotten,  voor het donker thuis zijn, later mogen opblijven voor het Eurovisiesongfestival, de kermis, gitaar spelen op een tennisracket, ... Er wordt verwezen naar kinderspelletjes als "drie keer durven is doen" (waarbij je na de derde keer dat je gezegd hebt dat je iets durft het ook daadwerkelijk moet doen) en rijmpjes als "meisjes plagen is liefde vragen", "alles wat je zegt ben je zelf, met je broek in de helft" en het lied "Ik heb een potje met vet op de tafel gezet."  Ook minder leuke herinneringen worden aangehaald zoals balaclava's moeten dragen als je 's winters naar school ging (Volgens Sam Valkenborgh had je het veel te warm in zulke dingen en maakte het je haar te kriebelig.), korte broeken en knielappen op je broek. Tot slot mijmeren Fixkes over de jeugddroom van veel jongetjes ("we werden allemaal profvoetballer of piloot") en bedenken zich dat: "haten nog geen nationale sport was" (een verwijzing naar de verzuring van de maatschappij of de algemene onverdraagzaamheid.). De zin “bijt ze als ik haar aai, bijt hij als ik hem aai?” tegen het einde van het lied verwijst naar de vraag die een kind zich stelt als het een hond aait. 
Dingen die grotendeels mensen die tijdens de jaren tachtig opgroeiden zullen herkennen zijn verwijzingen naar:
- The A-Team ("niemand die Hannibal of Murdock wilde zijn" - Hannibal en Murdock waren, in vergelijking met B.A. en Face, de minder populaire personages uit de serie)
- Ron Brandsteder ("Ron's Honeymoon" - Brandsteder presenteerde toen "Ron's Honeymoonquiz" op de Nederlandse televisie. Tijdens de jaren tachtig keken de Vlamingen veel meer naar de Nederlandse televisie omdat toen enkel de Belgische openbare omroep bestond en geen andere Vlaamse zenders)

- Carolientje

- Merlina ("Merlina met de parafix" - In dit kinderprogramma speelde de parafix een belangrijke rol. Dit was een soort wapen waarmee mensen konden worden vastgevroren in één positie)

- Urbanus ("Urbanus was een held" volgens het lied, verwijzend naar de grote populariteit van de komiek in die jaren)

- Flodder ("Maar buurman wat doet u nu, voor ons allereerste tetjes" - Dit is een verwijzing naar een scène uit deze film waarin de buurman seks heeft met dochter Flodder en zij verbaasd stamelt: "Maar buurman, wat doet u nu?" Voor veel jongetjes die toen de puberteit bereikten was dit hun eerste seksueel spannende scène)

- Out Run (een Sega-computerspel uit 1986 dat de Commodore 64 overtrof)

- The Reflex ("The Reflex op ons tennisracket" - The Reflex is een nummer van de groep Duran Duran uit 1984. Dit is een verwijzing naar het playbacken van het nummer, waarbij een tennisraket wordt gebruikt als een geïmproviseerde guitar)

- Er wordt tot slot nog opgemerkt dat er nog geen gsm, VTM, cd's en mp3's waren, maar "alleen maar wat cassettejes"

Persoonlijke herinneringen van de groep zijn onder meer dat de vader van het gezin nog haar had en koteletten niet lekker werden bevonden.

## Videoclip
Er werd ook een videoclip van het lied opgenomen met gastoptredens van Urbanus en Lea Couzin ("Tatjana wilde ni" zegt de aftiteling). De clip werd opgenomen in een oubollige huiskamer. Aan het einde van de clip volgt een ironisch moment waarbij de groep wordt uitgejouwd door een menigte met spandoeken die hen beu zijn. Sam Valkenborgh besluit het nummer dan maar nog eens te brengen, waarna Urbanus kwaad zijn breiwerk weggooit: "Nog eens?! Zeg, ik heb hier al de hele E17 gebreeën! Ik ga hier niet blijven breien, hé zeg!" Tijdens de aftiteling worden de bandleden geïnterviewd over het feit dat het lied niet vernieuwend is en dat "dialectpop" meer toekomst heeft.